# Paul Harvey
Pour les articles homonymes, voir Paul Harvey (artiste) et Harvey.
Paul Harvey est un acteur américain, né à Sandwich (Illinois, États-Unis) le 10 septembre 1882, mort à Los Angeles (Californie, États-Unis) le 5 décembre 1955.

## Biographie
Au théâtre, Paul Harvey joue à Broadway (New York) dans douze pièces, entre 1916 et 1933. La dernière est Dinner at Eight, de George S. Kaufman et Edna Ferber, adaptée au cinéma en 1933, sous le même titre original (titre français : Les Invités de huit heures).
Au cinéma, il apparaît d'abord dans cinq films muets, de 1915 à 1918. Puis il contribue à cent-quatre-vingt-cinq films américains, dont des westerns, comme second rôle de caractère, entre 1928 et 1956 (avec un petit rôle non crédité dans Les Dix Commandements, sorti l'année suivant sa mort).
À la télévision, Paul Harvey participe à dix-sept séries, diffusées de 1951 à 1957.

## Théâtre
Pièces jouées à Broadway
- 1916-1917 : Upstairs and Down de Fanny et Frederic Hatton, avec Leo Carrillo
- 1921 : The Skirt de (et avec) Howard Hickman
- 1922-1923 : The Awful Truth d'Arthur Richman, avec Ina Claire, Raymond Walburn, Cora Witherspoon (+ rôle dans la première adaptation au cinéma, avec Ina Claire, en 1929 : voir sa filmographie ci-après ; seconde adaptation au cinéma en 1937)
- 1924 : Schemers de William Irving Sirovich
- 1924-1925 : The Youngest de Philip Barry, avec Henry Hull, Verree Teasdale, Genevieve Tobin
- 1926 : Down Stream d'Alexander C. Herman et Leslie P. Eichel
- 1926 : L'Affaire Donovan (The Donovan Affair) d'Owen Davis
- 1929 : The Humbug de Max Marcin, avec John Halliday
- 1930 : Dishonored Lady de Margaret Ayer Barnes et Edward Sheldon, avec Katharine Cornell
- 1931 : The Rap de John P. Leister
- 1931-1932 : Brief Moment de S. N. Behrman, avec Louis Calhern, Robert Douglas
- 1932-1933 : Dinner at Eight de George S. Kaufman et Edna Ferber, mise en scène de George S. Kaufman, avec Constance Collier, Sam Levene, Cesar Romero, Conway Tearle

## Filmographie partielle

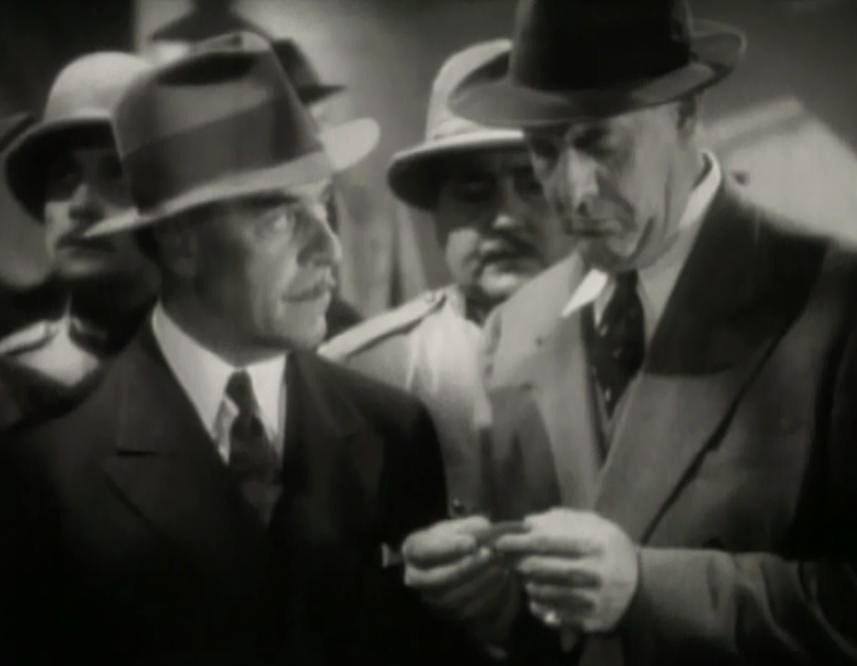
Au premier plan : Walter Kingsford (à gauche) et Paul Harvey, dans Casbah (1938)

### Cinéma

#### Années 1910
- 1918 : Men who have made Love to Me (en) d'Arthur Berthelet

#### Années 1920
- 1929 : The Awful Truth de Marshall Neilan

#### Années 1930
- 1933 : Conseils aux cœurs brisés (en) (Advice to the Lovelorn) d'Alfred L. Werker
- 1934 : Born to Be Bad de Lowell Sherman
- 1934 : Kid Millions de Roy Del Ruth
- 1934 : Les Amours de Cellini (The Affairs of Cellini) de Gregory La Cava
- 1934 : Tempête sur la ligne (Looking for Trouble) de William A. Wellman
- 1934 : La Course de Broadway Bill (Broadway Bill) de Frank Capra
- 1934 : La Maison des Rothschild (The House of Rothschild) d'Alfred L. Werker
- 1934 : Charlie Chan's Courage d'Eugene Forde et George Hadden : J.P. Madden / Jerry Delaney
- 1934 : Handy Andy de David Butler
- 1934 : Une méchante femme (A Wicked Woman) de Charles Brabin
- 1934 : The President Vanishes de William A. Wellman
- 1935 : Votez pour moi (Thanks a Million) de Roy Del Ruth
- 1935 : Toute la ville en parle (The Whole Town's Talking) de John Ford
- 1935 : Alibi Ike de Ray Enright
- 1935 : Broadway Melody 1936 (Broadway Melody of 1936) de Roy Del Ruth
- 1935 : Je veux être une lady (Goin' to Town) d'Alexander Hall
- 1935 : Ultime Forfait (Four Hours to kill !) de Mitchell Leisen
- 1936 : La Forêt pétrifiée (The Petrified Forest) d'Archie Mayo
- 1936 : Le Mort qui marche (The Walking Dead) de Michael Curtiz
- 1936 : Une certaine jeune fille (Private Number) de Roy Del Ruth
- 1936 : Le général est mort à l'aube (The General died at Dawn) de Lewis Milestone
- 1936 : Une aventure de Buffalo Bill (The Plainsman) de Cecil B. DeMille
- 1936 : Le Retour de Sophie Lang (The Return of Sophie Lang) de George Archainbaud
- 1937 : La Grande Ville (Big City) de Frank Borzage
- 1937 : My Dear Miss Aldrich de George B. Seitz
- 1937 : On Again-Off Again d'Edward F. Cline
- 1937 : Vol de zozos (High Flyers) d'Edward F. Cline
- 1937 : Michel Strogoff (The Soldier and the Lady) de George Nichols Jr.
- 1937 : La Légion noire (Black Legion) d'Archie Mayo et Michael Curtiz
- 1938 : Nuits de bal (The Sisters) d'Anatole Litvak
- 1938 : Mam'zelle vedette (Rebecca of Sunnybrook Farm) d'Allan Dwan
- 1938 : Un meurtre sans importance (A Slight Case of Murder) de Lloyd Bacon
- 1938 : Le Roi des gueux (If I were King) de Frank Lloyd
- 1938 : Charlie Chan à Honolulu (Charlie Chan in Honolulu) d'H. Bruce Humberstone
- 1938 : Pour un million (I'll Give a Million) de Walter Lang
- 1938 : Casbah (Algiers) de John Cromwell
- 1939 : Stanley et Livingstone (Stanley and Livingstone) d'Henry King et Otto Brower
- 1939 : Monsieur Moto en péril (Mr. Moto in Danger Island) de Herbert I. Leeds
- 1939 : Édition de minuit (News is made at Night) d'Alfred L. Werker
- 1939 : Ah ! Quelle femme ! (There's that Woman again) d'Alexander Hall
- 1939 : Mélodie de la jeunesse (They shall have Music) d'Archie Mayo
- 1939 : Le Gorille (The Gorilla) d'Allan Dwan : le créancier en colère

#### Années 1940
- 1940 : Brother Rat and a Baby de Ray Enright
- 1940 : Arizona de Wesley Ruggles
- 1940 : High School, de George Nichols Jr.
- 1940 : La Balle magique du Docteur Ehrlich (Dr Ehrlich's Magic Bullet) de William Dieterle
- 1940 : Typhon (Typhoon) de Louis King
- 1940 : Behind the News de Joseph Santley
- 1941 : Quel pétard ! (Great Guns) de Monty Banks
- 1941 : La Grande Évasion (High Sierra) de Raoul Walsh
- 1941 : Out of the Fog d'Anatole Litvak
- 1941 : Le Roméo errant (en) (Ride on Vaquero) d'Herbert I. Leeds
- 1941 : Tu m'appartiens (You belong to Me) de Wesley Ruggles
- 1941 : Adieu jeunesse (Remember the Day) d'Henry King
- 1941 : La Loi des tropiques (en) (Law of the Tropics) de Ray Enright
- 1942 : The Man Who Wouldn't Die d'Herbert I. Leeds
- 1943 : Remerciez votre bonne étoile (Thank your Lucky Stars) de David Butler
- 1943 : Mystery Broadcast de George Sherman
- 1945 : The Horn Blows at Midnight de Raoul Walsh
- 1945 : Pillow to Post de Vincent Sherman
- 1945 : La Maison du docteur Edwardes (Spellbound) d'Alfred Hitchcock
- 1945 : L'Homme du Sud (The Southerner) de Jean Renoir
- 1946 : Une nuit à Casablanca (A Night in Casablanca) d'Archie Mayo
- 1946 : Ève éternelle (Easy to Wed) d'Edward Buzzell
- 1946 : Une fille perdue (That Brennan Girl) d'Alfred Santell
- 1947 : L'Île enchantée (High Barbaree) de Jack Conway
- 1947 : Un mariage à Boston (The Late George Apley) de Joseph L. Mankiewicz
- 1947 : Au carrefour du siècle (The Beginning and the End) de Norman Taurog
- 1947 : Out of the Blue de Leigh Jason
- 1948 : Appelez nord 777 (Call Northside 777) d'Henry Hathaway
- 1948 : Mon héros (A Southern Yankee) d'Edward Sedgwick
- 1948 : Ma femme et ses enfants (Family Honeymoon) de Claude Binyon
- 1948 : Broadway mon amour (Give My Regards to Broadway) de Lloyd Bacon
- 1949 : Les Marins de l'Orgueilleux (Down to the Sea in Ships) d'Henry Hathaway
- 1949 : Le Rebelle (The Fountainhead) de King Vidor
- 1949 : John Loves Mary de David Butler

#### Années 1950
- 1950 : Stella de Claude Binyon
- 1950 : L'Engin fantastique (The Flying Missile) d'Henry Levin
- 1950 : Trois Petits Mots (Three Little Words) de Richard Thorpe
- 1950 : Haines (The Lawless) de Joseph Losey
- 1950 : Le Petit Train du Far West (A Ticket to Tomahawk) de Richard Sale
- 1950 : The Skipper Surprised His Wife d'Elliott Nugent
- 1950 : Le Père de la mariée (Father of the Bride) de Vincente Minnelli
- 1950 : Jour de chance (Riding High) de Frank Capra
- 1950 : La Rue de la mort d'Anthony Mann
- 1950 : Planqué malgré lui (When Willie comes Marching Home) de John Ford
- 1951 : Un fou du volant (en) (Excuse my Dust) de Roy Rowland
- 1951 : Le Grand Caruso (The Great Caruso) de Richard Thorpe
- 1951 : Deux GI en vadrouille (Up Front) d'Alexander Hall
- 1951 : Allons donc, papa ! (Father's Little Dividend) de Vincente Minnelli
- 1952 : Des jupons à l'horizon (Skirts Ahoy !) de Sidney Lanfield
- 1952 : Here Come the Nelsons de Frederick de Cordova
- 1952 : Qui donc a vu ma belle ? (Has Anybody seen my Gal) de Douglas Sirk
- 1952 : Un grand séducteur (Dreamboat) de Claude Binyon
- 1952 : Avril à Paris (April in Paris) de David Butler
- 1953 : Drôle de meurtre (Remains to be seen) de Don Weis
- 1953 : La Fille qui avait tout (The Girl who had Everything) de Richard Thorpe
- 1953 : La Blonde du Far-West (Calamity Jane) de David Butler
- 1954 : Sabrina de Billy Wilder
- 1955 : Tout le plaisir est pour moi (Three for the Show) de H. C. Potter
- 1956 : Les Dix Commandements (The Ten Commandments) de Cecil B. DeMille

### Télévision
- 1955 : Le Choix de... (Screen Directors Playhouse), épisode 1 Gouverneur malgré lui (Meet the Governor) de Leo McCarey